# Кетачан 2-й
Кетачан 2-й — река в России, на полуострове Камчатка. Протекает по территории Быстринского района Камчатского края России.
Длина реки — 22 км. Берёт истоки с восточного склона безымянного массива, в среднем течении поворачивает на юго-запад до впадения в Ичу слева на расстоянии 203 км от её устья. Скорость течения в низовьях составляет 2,1 км/ч.
Кетачан в переводе с эвен. означает «маленькая кета».
Притоки (от истока): Золотой, Лютый, Дымный, Горный.

## Данные водного реестра
По данным государственного водного реестра России относится к Анадыро-Колымскому бассейновому округу.
Код водного объекта — 19080000212120000030119.